# Jądro komórkowe

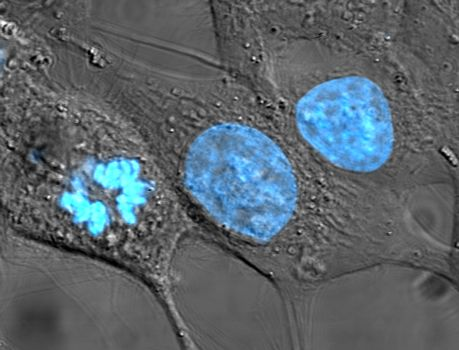
Komórki HeLa z dobrze widocznymi jądrami, wybarwionymi za pomocą barwnika Hoechst. Komórki w środku i z prawej znajdują się w interfazie. Komórka z lewej przechodzi proces mitozy, stąd jej DNA jest skupione i gotowe do podziału.

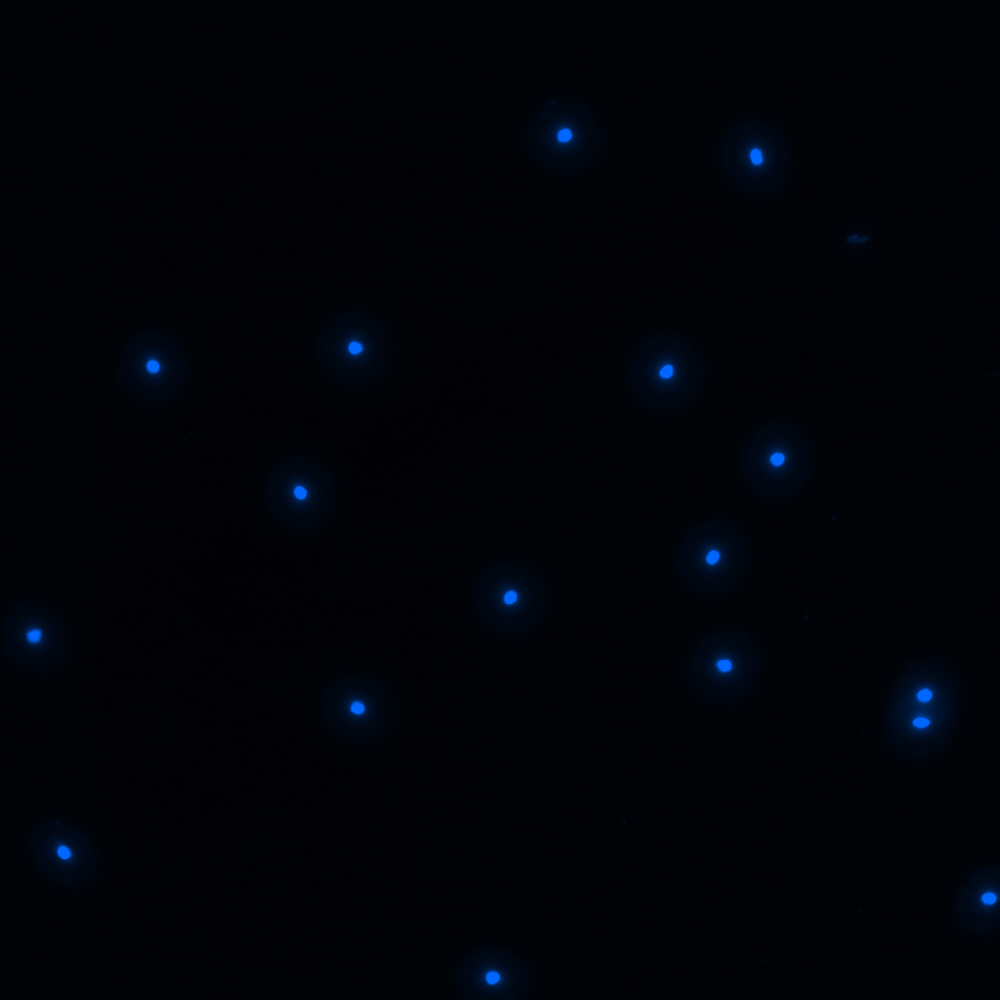
Jądra komórkowe leukocytów człowieka, wybarwione za pomocą barwnika DAPI.

Schemat typowej komórki zwierzęcej, ukazujący położenie jej składników. Organella:
1. jąderko
2. jądro komórkowe
3. rybosom
4. pęcherzyk
5. szorstkie retikulum endoplazmatyczne
6. aparat Golgiego
7. mikrotubule
8. gładkie retikulum endoplazmatyczne
9. mitochondrium
10. wakuola
11. cytozol
12. lizosom
13. centriola

Jądro komórkowe, nukleus – otoczone podwójną błoną organellum obecne we wszystkich komórkach eukariotycznych, z wyjątkiem tych, które wtórnie je utraciły w trakcie różnicowania, np. dojrzałe erytrocyty niektórych ssaków (min. człowiek i człekokształtne). Zawiera większość materiału genetycznego komórki, zorganizowanego w postaci wielu długich, dwuniciowych łańcuchów DNA związanych z dużą ilością białek, głównie histonowych, które razem tworzą chromosomy. Geny zlokalizowane w chromosomach stanowią genom komórki. Funkcją jądra komórkowego jest przechowywanie i powielanie informacji genetycznej oraz kontrolowanie czynności komórki, poprzez regulowanie ekspresji genów. Główne struktury, które obecne są w budowie jądra komórkowego to błona jądrowa, podwójna membrana otaczająca całe organellum i oddzielająca je od cytoplazmy oraz blaszka jądrowa, sieć delikatnych włókienek białkowych utworzonych przez laminy, stanowiących rusztowanie dla jądra i nadających mu wytrzymałość mechaniczną. Błona jądrowa jest nieprzepuszczalna dla większości cząsteczek, dlatego obecne są w niej pory jądrowe. Są to kanały przechodzące przez obie błony, umożliwiające transport jonów i innych cząstek. Transport większych cząstek, takich jak białka, jest ściśle kontrolowany i zachodzi na zasadzie transportu aktywnego, kontrolowanego przez białka transportowe. Transport jądrowy jest kluczowy dla funkcjonowania komórki, ponieważ przemieszczanie cząstek poprzez błonę jądrową wymagane jest zarówno przy zarządzaniu ekspresją genów oraz utrzymywaniu chromosomów.
Chociaż wnętrze jądra nie zawiera żadnych ograniczonych błoną przedziałów, jego zawartość nie jest jednakowa i można wyróżnić kilka struktur subjądrowych, złożonych z białek, cząsteczek RNA oraz szczególnych fragmentów chromosomów. Najlepiej znaną strukturą jest jąderko, zaangażowane głównie w tworzenie podjednostek rybosomów, które po wyprodukowaniu w jąderku, eksportowane są do cytoplazmy, gdzie uczestniczą w procesie translacji.

## Organizacja i występowanie
Zwykle w komórce znajduje się jedno jądro (monokariocyty), ale spotykane są też komórki dwujądrzaste (dikariocyty), np. strzępki dikariotyczne u grzybów wysokich, komórki mięśniówki serca; oraz wielojądrzaste (polikariocyty), np. osteoklasty, strzępki plazmoidalne u grzybów niższych.

## Struktura
Jądro komórkowe jest najbardziej widocznym organellum w komórce. Zwykle jest kuliste lub owalne, o wielkości około 3,5 – 20 μm. U zwierząt jest to największe organellum. U ssaków średni rozmiar jądra wynosi około 6 μm i stanowi około 10% objętości ich komórki. Wnętrze jądra zawiera lepki płyn zwany nukleoplazmą. Struktura chromatyny wewnątrz jądra jest ściśle regulowana. Wnętrze jądra wypełnia luźna i aktywna euchromatyna, zaś zwarta i nieaktywna heterochromatyna zepchnięta jest na peryferie jądra w pobliże blaszki jądrowej. Trójwymiarowa struktura chromatyny jest także ściśle związana z relatywną pozycją terytoriów chromosomowych i nieobłonionych suborganelli jądrowych.

### Otoczka i pory jądrowe

Schemat budowy jądra komórkowego u człowieka.

Otoczka jądrowa składa się z dwóch błon, zewnętrznej i wewnętrznej, oddzielonych od siebie zwykle o 20 – 40 nm, niekiedy jednak stykających się ze sobą. Otacza ona jądro i oddziela materiał genetyczny komórki od cytoplazmy, pełniąc rolę bariery, chroniącej wnętrze jądra przed swobodnym przedostawaniem się makromolekuł między nukleoplazmą a cytoplazmą. Zewnętrzna warstwa otoczki łączy się z błoną siateczki śródplazmatycznej szorstkiej i jest podobnie jak ona pokryta rybosomami. Przestrzeń pomiędzy błonami jest nazywana przestrzenią okołojądrową i łączy się z kanałem szorstkiej siateczki śródplazmatycznej.
Pory jądrowe to miejsca, w których błony otoczki jądrowej łączą się ze sobą, tworząc kanały. Zbudowane są z wielu białek zwanych wspólnie nukleoporynami. Pory mają zwykle około 125 milionów daltonów i składają się z około 50 (u drożdży) do 100 białek (u kręgowców). Średnica porów wynosi 100 nm, jednakże przestrzeń przez którą może odbywać się swobodna dyfuzja cząsteczek wynosi jedynie 9 nm. Spowodowane jest to obecnością systemu regulującego w centrum poru. Taka wielkość pozwala na swobodną dyfuzję małych, rozpuszczalnych w wodzie cząsteczek, zapobiegając jednocześnie niewłaściwemu przedostawaniu się dużych cząsteczek, takich jak kwasy nukleinowe czy duże białka na zewnątrz i do wewnątrz jądra. Duże cząstki muszą być aktywnie transportowane między jądrem a cytoplazmą. Jądro typowej komórki ssaka zawiera średnio od 3000 do 4000 porów na całej otoczce. Każdy z nich zawiera ośmiosymetryczne struktury w kształcie pierścienia w miejscu, w którym błona zewnętrzna i wewnętrzna łączą się ze sobą. Przyłączona jest do nich struktura zwana koszykiem jądrowym oraz szereg nitkowatych przedłużeń, które rozciągają się w głąb nukleoplazmy. Obie te struktury służą pośredniczeniu reakcjom wiązania z jądrowymi białkami transportowymi.
Większość białek, podjednostki rybosomów, oraz niektóre RNA są transportowane przez pory jądrowe za pomocą białek transportowych zwanych karioferynami. Karioferyny przenoszące cząsteczki do wewnątrz jądra nazywane są importowymi, zaś przenoszące cząsteczki na zewnątrz – eksportowymi. Większość z nich oddziałuje bezpośrednio ze swoim ładunkiem, jednak część używa do tego białek adaptorowych. Hormony steroidowe takie jak kortyzol czy aldosteron, podobnie jak inne rozpuszczalne w tłuszczach cząsteczki zaangażowane w komunikację międzykomórkową, mogą dyfundować poprzez błonę komórkową do cytoplazmy, gdzie łączą się z receptorami jądrowymi, które trafiają do jądra.

### Blaszka jądrowa

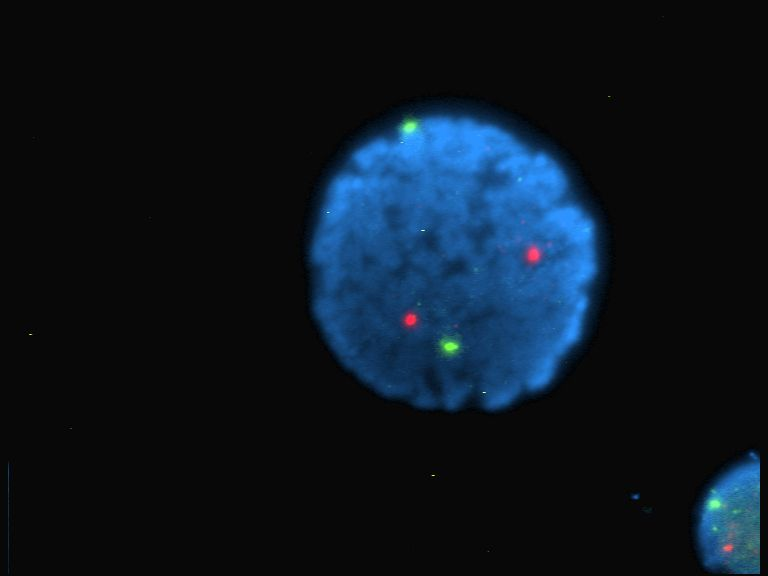
Interfazowe jądro komórkowe limfocytu poddane badaniu FISH

W komórkach zwierzęcych, dwie sieci filamentów pośrednich zapewniają jądru wytrzymałość mechaniczną. Blaszka jądrowa tworzy zorganizowaną sieć włókien na wewnętrznej powierzchni otoczki oraz mniej zorganizowaną na zewnętrznej. Obydwie warstwy stanowią podporę dla struktury otoczki jądrowej oraz miejsca przyczepu dla chromosomów oraz porów jądrowych.
Blaszka jądrowa w głównej mierze składa się z białek fibrylarnych zwanych laminami. Jak wszystkie białka, laminy są syntezowane w cytoplazmie, a następnie transportowane do wnętrza jądra, gdzie są składane przed włączeniem w istniejącą sieć. Laminy znajdują się także we wnętrzu nukleoplazmy, gdzie tworzą inną strukturę, zwaną osłoną nukleoplazmatyczną, którą można obserwować za pomocą mikroskopu fluorescencyjnego. Funkcja osłony nie jest do końca jasna, choć jest ona wyłaniana z jąderka oraz jest obecna podczas interfazy. Struktury laminowe tworzące osłonę wiążą chromatynę i, poprzez zmiany jej struktury, blokują transkrypcję pewnych genów kodujących białka.
Tak jak u innych białek, które są komponentami filamentów pośrednich, monomer lamin zawiera helikalną domenę, dzięki której dwie cząsteczki białka mogą owinąć się wokół siebie, tworząc dimer. Dwa dimery łączą się następnie przeciwstawnie bokami, tworząc tetramer zwany protofilamentem. Osiem protofilamentów łączy się bokami i zwija, tworząc filament, podobny w swej strukturze do liny. Filamenty mogą być składane i rozkładane dynamicznie, co oznacza, że zmiany w długości całego filamentu powodowane są przyłączaniem i odłączaniem pojedynczych jednostek.
Mutacje genowe powodujące defekty w składaniu filamentów, a co za tym idzie w strukturze jądra komórkowego, znane są jako laminopatie. Najbardziej znane laminopatie to te, których skutkiem jest rodzina schorzeń znanych jako progeria, powodująca przedwczesne starzenie się chorych. Dokładny mechanizm wywoływania zmian fenotypowych przez zmiany w procesach biochemicznych nie jest dobrze rozumiany.

### Chromosomy
Jądro komórkowe zawiera większość materiału genetycznego komórki w postaci wielu liniowych cząsteczek DNA zorganizowanych w struktury zwane chromosomami. Przez większość cyklu komórkowego są one zorganizowane w postaci kompleksu DNA oraz białek, zwanego chromatyną. Podczas podziału komórki chromatyna zagęszcza się i formuje dobrze widoczne chromosomy, znane z przedstawień kariotypu. Mała część komórkowego DNA może być ponadto umiejscowiona w mitochondriach lub plastydach.
Chromatyna może występować w dwóch postaciach. Euchromatyna to mniej skondensowana forma DNA, zawierająca geny, które są częściej transkrybowane przez komórkę. Heterochromatyna to postać skondensowana, zawierająca geny transkrybowane rzadziej. Heterochromatyna dzielona jest dalej na fakultatywną heterochromatynę, zawierającą geny zorganizowane w postaci heterochromatyny jedynie w pewnych typach komórek bądź na pewnych etapach rozwoju oraz konstytutywną heterochromatynę, która tworzy elementy strukturalne chromosomu, jak centromery lub telomery. Podczas interfazy chromatyna organizuje się w oddzielne, pojedyncze płaty, zwane obszarami chromosomowymi. Aktywne geny, znajdujące się zwykle w euchromatycznym rejonie chromosomu, wykazują zwykle tendencję do znajdowania się przy granicy takiego obszaru.
Przeciwciała skierowane przeciwko pewnym formom organizacji chromatyny, szczególnie przeciwko nukleosomom, odpowiedzialne są za szereg chorób autoimmunologicznych, takich jak toczeń rumieniowaty układowy. Są one znane jako przeciwciała przeciwjądrowe (ANA, anti-nuclear antibodies) i mają udział także w powstawaniu stwardnienia rozsianego, jako część ogólnego zaburzenia działania układu immunologicznego. Tak jak w przypadku progerii, rola odgrywana przez przeciwciała w wywoływaniu objawów chorób autoimmunologicznych nie jest jasna.

### Jąderko

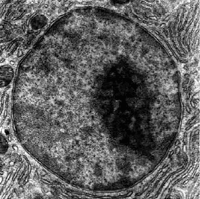
Mikrofotografia elektronowa jądra komórkowego z elektronowo gęstym jąderkiem, widocznym jako ciemniejsze.

Jąderko jest nieobłonionym organellum, lub suborganellum, złożonym z chromatyny o zbitej strukturze, obecnym w większości jąder komórkowych. W jego skład wchodzą fragmenty pewnych chromosomów, w których występują tandemowe powtórzenia rDNA, DNA odpowiedzialnego za syntezę rybosomalnego RNA (rRNA). Regiony te nazywają się organizatorami jąderka. Główną rolą jąderka jest syntetyzowanie rRNA oraz składanie rybosomów. Strukturalna spójność jąderka zależy od jego aktywności. Składanie rybosomów w jąderku skutkuje przejściowym połączeniem komponentów jąderka, ułatwiając przebieg montażu i jego skupieniem. Model ten poparty jest obserwacjami mówiącymi, że inaktywacja rDNA skutkuje rozejściem się struktur jąderka.
Pierwszym etapem w syntezie rybosomów jest transkrypcja rDNA przeprowadzana przez białko o nazwie polimeraza RNA I, które wytwarza dużą cząsteczkę prekursorowego pre-RNA. Jest ona następnie rozszczepiana na podjednostki 5.8S, 18S oraz 28S rRNA. Transkrypcja, przetwarzanie posttranskrypcyjne oraz składanie rRNA odbywa się w jąderku, przy udziale cząsteczek małego jąderkowego RNA (snoRNA), z których niektóre pochodzą od wyciętych intronów z matrycowego RNA kodującego geny związane z funkcjami rybosomalnymi. Podjednostki rybosomów są największymi strukturami przechodzącymi przez pory jądrowe.
Kiedy jąderko obserwowane jest pod mikroskopem elektronowym, można zauważyć, że składa się ono z trzech odrębnych rejonów: wewnętrznych center fibrylarnych (ang. fibrillar centers, FCs) otoczonych przez gęsty komponent fibrylarny (ang. dense fibrillar component, DFC), który otoczony jest z kolei przez komponent granularny (ang. granular component, GC). Transkrypcja rDNA zachodzi zarówno w centrach fibrylarnych, jak i na granicy między centrami fibrylarnymi oraz gęstym komponentem fibrylarnym. Dlatego właśnie kiedy transkrypcja rDNA wzrasta, wykrywa się więcej centrów fibrylarnych. Większość łamania i modyfikacji rRNA zachodzi w gęstym komponencie fibrylarnym, natomiast dalsze zmiany, włączając montaż białek na podjednostki rybosomowe, zachodzą w komponencie granularnym.

### Cętki jądrowe
Cętki, zwane również plamkami jądrowymi (ang. nuclear speckles), są po jąderku największymi strukturami jądrowymi w komórkach ssaków. Te nieobłonione suborganella wytrącane są z nukleoplazmy w wyniku zjawiska separacji faz przez dwa duże i szybko ewoluujące białka SON i SRRM2. W mikroskopii fluorescencyjnej te struktury widoczne są jako nieregularne nagromadzenia białek i mRNA wypełniające przestrzeń wolną od DNA, zlokalizowane zawsze w pobliżu aktywnej euchromatyny. W mikroskopii elektronowej widoczne są jako skupiska granulek kompleksów RNA-białko. Cętki jądrowe zapewniają wysokie stężenie czynników transkrypcyjnych, splicingowych oraz czynników eksportu RNA w pobliżu regionów chromatynowych o wysokim poziomie transkrypcji. Ponad 70% składu cętek jądrowych stanowią czynniki splicingowe, głównie białka SR, dlatego te struktury od zawsze były kojarzone z funkcją w splicingu. Cętki są dynamiczne, a ich składniki białkowe i RNA-białkowe mogą nieustannie przemieszczać się między plamkami a innymi miejscami w jądrze, w tym aktywnymi miejscami transkrypcji. Różne badania wykazały, że lokalizacja genu w pobliżu cętek jądrowych podnosi poziom jego transkrypcji oraz zwiększa efektywność splicingu. Jednak bezpośrednia funkcja cętek jądrowych i mechanizm, w jaki miałyby one zwiększać transkrypcję i organizować splicing, pozostają nadal nieznane. 

## Stany jądra komórkowego
1. jądro interfazowe – występuje w komórkach znajdujących się między dwoma następującymi po sobie podziałami
2. jądro mitotyczne – występuje w komórkach dzielących się. Chromatyna przyjmuje postać coraz silniej skręcających się i grubiejących nici, aż do wytworzenia tworów zwanych chromosomami.
3. jądro metaboliczne – występuje w komórkach wyrośniętych, kieruje procesami przemiany materii